# Мал Папрадник
Мал Папрадник (на македонска литературна норма: Мал Папрадник; на албански: Papradniku i Vogël) е село в Северна Македония, в община Вапа (Център Жупа).

## География
Селото е разположено в областта Жупа в северозападните склонове на планината Стогово, близо до брега на Дебърското езеро (Черни Дрин).

## История
В XIX век Мал Папрадник е село в Дебърска каза на Османската империя. В „Етнография на вилаетите Адрианопол, Монастир и Салоника“, издадена в Константинопол в 1878 година и отразяваща статистиката на населението от 1873 година, Мало Парадища е посочено като село с 20 домакинства, като жителите му са 44 помаци.
Според статистиката на Васил Кънчов („Македония. Етнография и статистика“) в 1900 Мала Папраница има 50 българи християни и 400 жители българи мохамедани.
На Етнографската карта на Битолския вилает на Картографския институт в София от 1901 година Мало Папраница е чисто помашко (българомохамеданско) село в Дебърската каза на Дебърския санджак с 40 къщи.
Цялото християнско население на селото е под върховенството на Българската екзархия. По данни на секретаря на екзархията Димитър Мишев („La Macédoine et sa Population Chrétienne“) в 1905 година в Папраница има 24 българи екзархисти.
В 1915 година, по време на Първата световна война, селото е анексирано от Царство България. Към 1 март 1916 година Малки Папраникъ е част от Парешката община на българската Дебърска околия.
Според преброяването от 2002 година селото има 486 жители.
| Националност | Всичко |
| македонци    | 25     |
| албанци      | 0      |
| турци        | 455    |
| роми         | 0      |
| власи        | 0      |
| сърби        | 0      |
| бошняци      | 0      |
| други        | 6      |

## Личности
- Фатмир Скендер (р. 1966), северномакедонски конституционен съдия, по произход от Мал Папрадник